# Satake Yoshinobu
Satake Yoshinobu (佐竹 義宣?   (17 de agosto de 1570-5 de marzo de 1633) fue un daimyō japonés del período Azuchi-Momoyama hasta principios del periodo Edo de la historia de Japón. Fue el hijo mayor de Satake Yoshishige.

## Biografía
Durante su infancia, el clan Satake estuvo amenazado al norte por Date Masamune y al sur por Hōjō Ujinao pero debido a su alianza con Toyotomi Hideyoshi durante el sitio de Odawara, pudieron mantener sus territorios. Al servicio de Hideyoshi, fue considerado como uno de los seis más grandes generales del clan Toyotomi, junto con Tokugawa Ieyasu, Maeda Toshiie, Shimazu Yoshihiro, Mōri Terumoto y Uesugi Kagekatsu. Después que hubo concluido el asedio, Yoshinobu pudo extender sus dominios a toda la Provincia de Hitachi, aumentando su han a 800.000 koku.
Durante la batalla de Sekigahara, Yoshinobu decidió permanecer neutral, por lo que fue castigado y transferido a Akita, un han de tan sólo 205.000 koku. 
Peleó para Tokugawa Ieyasu durante el asedio de Osaka en contra de Toyotomi Hideyori y tuvo una participación destacada durante la batalla de Imafuku en la «campaña de invierno».